# Психопрофилактика
Общие для медицины, медицинской психологии и практической психологии направления практической деятельности и разделы программ обучения.
Под психопрофилактикой в медицине «принято понимать систему мероприятий, направленных на изучение психических воздействий на человека, свойств его психики и возможностей предупреждения психогенетических и психосоматических болезней». Различают первичную, вторичную и третичную психопрофилактику.

## Первичная психопрофилактика
Она «включает охрану здоровья будущих поколений, изучение и прогнозирование возможных наследственных заболеваний, гигиену брака и зачатия, охрану матери от возможных вредных влияний на плод и организацию родовспоможения, раннее выявление пороков развития у новорождённых, своевременное применение методов лечебно-педагогической коррекции на всех этапах развития».

## Вторичная психопрофилактика
Это система «мероприятий, направленных на предупреждение опасного для жизни или неблагоприятного течения уже начавшегося психического или другого заболевания». 

## Третичная психопрофилактика
«Третичная профилактика — система мероприятий, направленных на предупреждение возникновения инвалидности при хронических заболеваниях. В этом большую роль играет правильное использование лекарственных и других средств, применение лечебной и педагогической коррекции и систематическое использование мер реадаптации».

## Психопрофилактика в практической психологии
Понятие психопрофилактика используется также в практической психологии и является разделом работы практического психолога.